# 플래그 테일: 이노센스
《플래그 테일: 이노센스》(A Plague Tale: Innocence)는 아소보 스튜디오가 개발하고 포커스 홈 인터랙티브가 배급한 액션 어드벤처 호러 스텔스 게임이다. 2019년 5월 마이크로소프트 윈도우, 플레이스테이션 4, 엑스박스 원용으로 출시되었으며 비평가들로부터 대체적으로 긍정적인 평가를 받았다.
플래그 테일: 이노센스의 후속작은 2019년 12월 아소보 스튜디오에 의해 개발 중임이 확인되었으며 2022년 출시 예정이다.

## 게임플레이
플래그 테일: 이노센스에서 플레이어는 3인칭 시점에서 아미시아 드 룬(Amicia de Rune)을 통제하게 된다. 게임 대부분에서 플레이어는 적이 아미시아를 발견하는 즉시 사살하게 되므로 적을 피하기 위해 스텔스를 활용하여야 한다.

## 등장인물
주요 등장인물
- 아미시아
- 휴고
- 루카스
- 멜리

조연 등장인물
- 아서
- 로드릭

단역 등장인물
- 로베르
- 베아트리스
- 클레르비
- 라우렌치우스

특별출연
- 니콜라
- 비탈리

## 파트
- Ⅰ(1) - 드 룬의 유산[2]
- Ⅱ(2) - 이방인
- Ⅲ(3) - 응보
- Ⅳ(4) - 도제[3]
- Ⅴ(5) - 까마귀의 전리품
- Ⅵ(6) - 다친 상품[4]
- Ⅶ(7) - 우리 앞의 길
- Ⅷ(8) - 우리 집
- Ⅸ(9) - 성벽의 그림자 속으로
- Ⅹ(10) - 장미의 길[5]
- ⅩⅠ(11) - 생존
- ⅩⅡ(12) - 남아있는 것
- ⅩⅢ(13) - 속죄[6]
- ⅩⅣ(14) - 혈연
- ⅩⅤ(15) - 추모[7]
- ⅩⅥ(16) - 대관식[8]
- ⅩⅦ(17) - 서로를 위해[9]

## 엔딩
해피 엔딩(Happy Ending), 새드 엔딩(Sad Ending), 배드 엔딩(Bad Ending), 이렇게 3개로 나뉘어있다.
- 동료 2명이 죽는 경우는 있었으나... 어쨌든 해피엔딩.

## 평가
리뷰 애그리게이터 메타크리틱에 따르면 이 게임은 비평가들로부터 대체적으로 호의적인 평가를 받았다. 미국에서는 출시한 그 주에 9번째로 많이 판매된 리테일 게임이기도 하다.